# Zoltán Meszlényi
 Zoltán Lajos Meszlényi [zóltan lájoš meslénji=meslenjski], madžarski katoliški škof, mučenec in blaženi; * 2. januar 1892, Hatvan , Avstro-Ogrska; † 4. marec 1951, Kistarcsa, Madžarska.

## Življenjepis
Zoltán Lajos Meszlényi se je rodil 2. januarja 1892 v Hatvanu, nedaleč od Budimpešte v številni družini. Kot semeniščnik je diplomiral v estergomski benediktinski gimnaziji; po posredovanju knezoškofa-primasa Kolosa Vaszaryja je odšel na nemško-madžarski zavod (Germanicum-Hungaricum) v Rim, kjer se je vpisal na teološko fakulteto Papeške univerze Gregoriana. Julija 1912 je doktoriral iz filozofije. Zaradi prve svetovne vojne – ko je stopila v vojno Italija - se je umaknil v Innsbruck, kjer je na tamkajšnji univerzi nadaljeval študije. V duhovnika ga je 28. oktobra posvetil briksenški knezoškof Franz Egger.
Po usvojitvi doktorata iz teologije se je vrnil v estergomsko škofijo, kjer je bil imenovan za kaplana v Komáromu. Nekaj mesecev kasneje, decembra 1916, ga je kardinal János Csernoch določil za tajnika primasove pisarne. Zaupal mu je vedno pomembnejše naloge. Tako je postal spomladi 1917 že nadškofijski arhivar in moderator.
1919 je že izkusil komunistično nečlovečnost. Vso osebje so izgnali iz primasove palače. Skupaj s kardinalom Jánosom Chernochom sta pobegnila s konjsko vprego v Budimpešto; spotoma so jima vojaki vzeli kočijo in konje. Peš, le z najnujnejšim perilom, sta lahko šla naprej.
Mladi duhovnik je 1920 postal estergomski metropolitanski zapisnikar, nato pa tajnik. Nadpastir je imel vanj neomajno zaupanje, in tako je postal 30. januarja 1926 knezoškofov-primasov tajnik.
Znanstveno uveljavljanje je v igralo važno vlogo v celem njegovem življenju: 1927 je izšlo delo z naslovom Porota zakonskih vezi. Naslednje leto je bil izbran za izrednega profesorja na teološki fakulteti znanstvene univerze Péter Pázmány za izrednega profesorja veroslovja. 1930 je imel na Akademiji svetega Štefana uvodno predavanje o pomembni vlogi preučevanja kanonskega prava. Od 1934 je predaval na Egrski nadškofijski pravni akademiji kot zasebni profesor, 1940 pa je na Teološki fakulteti znanstvene univerze Péter Pázmány dobil imenovanje za izrednega profesorja, v istem letu pa je postal še predsednik izpitne komisije za veroučitelje.

### Škof
Jánosa Csernocha je na esztergomskem sedežu nasledil Jusztinián Serédi; poleg njega je Zoltán opravljal vedno pomembnejše cerkvene naloge. Leta 1931 je postal kot kanonik član metropolitanskega stolnega kapitlja, 1934 sodnik primaškega cerkvenega sodišča. 1937 ga je imenoval papež Pij XI. za sinopskega naslovnega škofa. Soposvečevalci so bili kardinal in knezoškof-primas Jusztinián Serédi, győrski škof István Breyer in egerski škof Endre Kriston. Novopečeni nadpastir je 1938 dejavno sodeloval na 34. Svetovnem evharističnem kongresu v Budimpešti. Podpiral je več od Cerkve priznanih gibanj, med njimi tudi Državno zvezo madžarskih katoliških fantov, katere predsednik je bil julija 1939.

### Povojno obdobje
Škofovsko službo je izvrševal dosledno; zadnje dni vojne, januarja 1945, je posvetil duhovnike v semeniški kleti. Po smrti kardinala Jusztiniána Serédija je bil on vršilec primasove oporoke. Ker je komunistična oblast o božiču 1948 knezo-primasa Jožefa Mindszentyja zaprla in ga na uprizorjenem procesu obsodila, je zasedel primaški sedež János Drahos, ki je pa nedolgo za tem umrl. Po kapiteljski odločitvi je postal voditelj škofije Meszlényi, vendar je nastajajoča komunistična diktatura hotela na ta položaj drugega človeka. »Kot dobri Kristusov pastir in zvest svoji Cerkvi ne bom nikoli zatajil vere! Tako mi Bog pomagaj,« je končal svojo prisego Zoltán Meszlényi, namestnik estergomskega metropolita. Že od septembra 1946 so se vrstile zoper njega ovadbe, ki naj bi bile podlaga za obtožbo. Odločitev stolnega kapitlja, po kateri so izbrali Meslenjskega za predsednika, sta smatrala partijski glavni tajnik Mátyás Rákosi ter notranji minister János Kádár za sovražno dejanje, zlasti ko so se škofje pritoževali zaradi razmer, v katerih so razgnali redovnike.
Izvolitev Meslenjskega za nadškofijskega upravitelja je bila torej navzkriž z zahtevami države; njim sprejemljivega kandidata, sicer izredno sposobnega estergomskega kanonika Miklósa Beresztóczyja so za to nalogo že predčasno trdo obdelelali v zaporu, da je bil pripravljen v vsem ustreči pričakovanju režima. Leta 1950 je postal organizator in prvi predsednik »Duhovniškega mirovnega gibanja.«
Meslenjski se ni prestrašil groženj; za najvažnejšo nalogo je imel pregled in nadaljevanje dušnopastirskih dejavnosti.
20. junija 1950 je prvič in zadnjič prisostvoval v budimpeštanskem Osrednjem semenišču škofijski konferenci. Nekaj dni pozneje, 20. junija 1950, so ga zaprli v Estergomu, nato ga pa držali zaprtega v Kistarcsi. V nadškofovi celici so imeli podnevi in ponoči, poleti in pozimi odprto okno, čuvaji so ga sadistično mučili in žalili, pogosto so ga brcali in tolkli s palico. V javnost ni prišla nikakršna novica o njegovem zaprtju ali obtožnici. Neki sojetnik se spominja, kako je nekoč potihoma izrazil škofu sočutje, je Meslenjski pokazal s prstom proti nebu in dejal samo tole: „On je več trpel.”

## Smrt in beatifikacija
Po hudem trpljenju so 4. marca 1951 že mrtvega škofa prinesli v bolnico na ulici Mosonyi in ga nato pokopali 10. marca.  Njegovo smrt so vknjižili naknadno šele junija 1954. Dvanajst let pozneje, 22. junija 1966, so njegove ostanke izkopali na Rákoskeresztúri új köztemető v Budimpešti, nakar so jih položili v popolni tajnosti v Esztergomsko baziliko.
2004 je sprožil kardinal Peter Erdő postopek za njegovo beatifikacijo. Papež Benedikt XVI. je 3. julija 2009 podpisal odlok, po katerem prišteva škofa in mučenca  Zoltána Meszlényija med blažene. Isto leto je bila njegova beatifikacija 31. oktobra  v estergomski baziliki.